# Lassina Diabaté
Lassina Diabaté (Bouaké, Costa de Marfil, 16 de septiembre de 1974) es un exfutbolista de Costa de Marfil que jugaba en la posición de centrocampista.

## Carrera

### Club
| Periodo   | Club                |
| --------- | ------------------- |
| 1992–1993 | Olympique Alès      |
| 1993–1995 | Bourges 18          |
| 1995–1997 | CO Perpignanais     |
| 1997–2001 | Bordeaux            |
| 2001–2002 | AJ Auxerre          |
| 2002–2003 | Portsmouth FC       |
| 2004      | AC Ajaccio          |
| 2004–2005 | Sint-Truidense VV   |
| 2005–2006 | Lausanne-Sport      |
| 2007      | AS Cannes           |
| 2008–2009 | Louhans-Cuiseaux FC |
| 2011–2012 | Mérignac            |

### Selección nacional
Jugó para Costa de Marfil en 32 ocasiones de 1997 a 2003 y anotó un gol, el cual fue en la Copa Africana de Naciones 1998 en la victoria por 4-3 ante Namibia. Participó también en las ediciones de la Copa Africana de Naciones de 2000 y 2002.

## Logros
- Ligue 1 (1): 1998/99[5]